# La légion saute sur Kolwezi
La légion saute sur Kolwezi is een Franse film van Raoul Coutard die werd uitgebracht in 1980. 
Het scenario is gebaseerd op het gelijknamige boek (1979) van Pierre Sergent.
Director of photography Raoul Coutard draaide deze film een jaar na de gebeurtenissen.

## Verhaal
Kolwezi, mei 1978. Vanuit het naburige Zambia en Angola vallen  Katangese opstandelingen Zaïre binnen en maken zich zonder slag of stoot meester van de belangrijke mijnstad Kolwezi. De opstand is gericht tegen dictator Mobutu en wordt gesteund door het Oostblok.
Enkele duizenden Europeanen die werkzaam zijn in de mijnindustrie worden gegijzeld en dreigen afgeslacht te worden. Frankrijk en België hebben hier grote belangen en willen meteen ingrijpen. Er is echter politiek getalm en de toestemming van de Verenigde Naties laat op zich wachten. De moordpartijen nemen echter toe en de militairen worden ongeduldig. Ten slotte gaan een parachutistenregiment van het Franse Vreemdelingenlegioen en Belgische en Zaïrese parachutisten over tot actie. 

## Rolverdeling
| Acteur               | Personage            |
| -------------------- | -------------------- |
| Bruno Cremer         | Pierre Delbart       |
| Jacques Perrin       | ambassadeur Berthier |
| Laurent Malet        | Philippe Denrémont   |
| Pierre Vaneck        | kolonel Grasseur     |
| Mimsy Farmer         | Annie Debrinn        |
| Giuliano Gemma       | adjudant Fédérico    |
| Robert Etcheverry    | kolonel Dubourg      |
| Jean-Claude Bouillon | Maurois              |
| Gérard Essomba       | Bia Kombo            |